# Pieter Zeeman
Pieter Zeeman [píter zéman], nizozemski fizik, * 25. maj 1865, Zonnemaire, Nizozemska, † 9. oktober 1943, Amsterdam, Nizozemska.

## Življenje in delo
Zeeman je študiral pri Lorentzu na Univerzi v Leidnu. Leta 1890 je tam začel predavati. 
Leta 1896 je na Lorentzovo pobudo začel proučevati učinek magnetnih polj na izvor svetlobe. Pri tem je leta 1897 odkril, da so se spektralne črte v izsevani svetlobi še dalje razcepile na več drugih črt, kar je postalo znano kot Zeemanov pojav. V spektru svetlobe, ki jo seva plin v zunanjem magnetnem polju, so črte razcepljene na več črt. Normalni Zeemanov pojav, pri katerem se spektralna črta v zunanjem magnetnem polju razcepi na tri črte, lahko pojasnimo tudi v okviru klasične fizike. Gibanje elektrona v atomu si predstavljamo sestavljeno iz nihanja v smeri magnetnega polja in iz vrtenja v eni in v drugi smeri v ravnini, pravokotni na polje. Frekvenca, ki ustreza nihanju, ostane nespremenjena, od frekvenc, ki ustrezata kroženju, pa se zaradi magnetnega polja ena nekoliko poveča in druga nekoliko zmanjša. Anomalni Zeemanov pojav, pri katerem se spektralna črta v splošnem razcepi na več črt, pa lahko pojasnimo le kvantnomehansko. Pri normalnem in anomalnem Zeemanovem pojavu je razcep črt sorazmeren z gostoto magnetnega polja. V spektru vodikovega atoma v magnetnem polju z gostoto 0,01 T ustreza razcepu črt frekvenčna razlika {\displaystyle 1,4\cdot 10^{10}} s-1. To je samo {\displaystyle 3\cdot 10^{-4}} razlike med rumenima črtama v natrijevemu spektru. Zato lahko Zeemanov pojav opazujemo le z zelo ločljivimi spektrografi. Pojav je pojasnil Lorentz. Za to odkritje sta leta 1902 oba prejela Nobelovo nagrado za fiziko. 
Leta 1900 je Zeeman postal profesor fizike na Univerzi v Amsterdamu in leta 1908 predstojnik njenega Fizikalnega inštituta. Tam je ostal do smrti. Vodil je raziskave širjenja svetlobe v gibljivih snoveh, kot so kapljevine, voda, tekoči kristali in kamenica.

## Priznanja

### Nagrade
Leta 1921 je prejel medaljo Henryja Draperja.

### Poimenovanja
Po njem se imenuje krater Zeeman na Luni.